# Французький Інститут в Україні
Французький інститут (IFU) є складовою частиною Відділу культури та співробітництва (Service de Cooperation et d'Action Culturelle) Посольства Франції в Україні. Як і решта французьких культурних центрів за кордоном (їх кількість на сьогодні сягнула 176), він підпорядковується Міністерству закордонних справ Франції і має на меті популяризацію французької культури та мови в Україні, а також сприяє налагодженню ефективного довготривалого співробітництва з установами культури України.

## Історія
Французький інститут було відкрито у Києві відповідно до міжурядової угоди 1994 р. Спочатку мав назву Французький культурний центр. З вересня 2011 р. відповідно до реформи, що була прийнята Міністерством закордонних та Європейських справ Франції, яка безпосередньо належить до мережі французьких культурних закладів за кордоном, отримав свою нинішню назву. Згідно з умовами цієї реформи було вирішено поєднати Служби культурної співпраці при посольствах та Французькі інститути в різних країнах. З 2004 р. у Французького центру існує свій вебсайт.

## Головна мета
Французький інститут має на меті сприяння розвитку зв'язків між установами та митцями Франції та України задля досягнення довготривалої співпраці. Його культурна діяльність ґрунтується на трьох принципах: 
- запроваджувати нове, відкриваючи шлях для підтримки української творчості та налагодження діалогу між французькою та українською сторонами, зокрема у сфері графіки, коміксів, архітектури та урбанізму;
- продовжувати діяльність у напрямках, в яких налагоджені контакти забезпечують міцність та тривалість, як, наприклад, у сучасному танці, музиці, музейній справі, кінематографі;
- розвивати партнерство, зміцнюючи існуючі зв'язки, та урізноманітнювати його для подальшої співпраці, що передбачає, зокрема, мистецьке партнерство, партнерство з установами, спонсорами та засобами масової інформації[5].

## Структура інституту
Французький інститут у Києві — головна ланка мережі, до якої входять іще п'ять реґіональних центрів, створених у Харкові, Донецьку, Дніпропетровську, Львові та Одесі, культурну діяльність яких він координує. Директором інституту є радник Посольства Франції в Україні з питань культури та співробітництва Анн Дюрюфле, виконавчим директором — Франкі Бландо.
У діяльності інституту можна виділити три сектори: курси французької мови, медіатеку, інформаційний центр про сучасну Францію та культурні заходи. Останні проводяться у партнерській співпраці з місцевими установами та за підтримки Французької Асоціації мистецької діяльності (Association Francaise d'Action Artistique — AFAA). Головною метою центру є ознайомлення української громадськості та професіоналів з новаторськими досягненнями сучасної французької культури, а також популяризація французької культурної спадщини .
Центр розміщений у двоповерховому будинку загальною площею понад 600 м², в якому знаходяться простора та гостинна медіатека, відеозал, художня галерея. Фонди бібліотеки нараховують близько 11 000 книжок у вільному доступі. Головні розділи: довідкова література, філософія, суспільство, політика, економіка, право, мистецтво, французька мова, художня література, історія, географія. Окремі секції: дитяча література, переклади на українську мову.
Відеотека надає можливість переглянути на місці або взяти додому майже 700 відеокасет та 340 DVD-відео, серед яких художні, документальні, мультиплікаційні, науково-популярні фільми та ін. 900 компакт-дисків з різноманітними записами французької музики (від класичної до найсучаснішої) теж можна прослухати на місці або взяти додому. В аудіотеці центру також 50 аудіокнижок для дітей та тих, хто вивчає французьку мову .
Секція преси нараховує близько 60 найменувань періодичних видань, передплачених на поточний рік, підшивки попередніх років окремих журналів та перегляд 6 каналів французького телебачення у прямій трансляції. До уваги відвідувачів тематичні підбірки з преси, зокрема: «Україна у французьких засобах масової інформації», «Французькі свята», «Літературні премії» тощо. Можна попрацювати з інтернет-версією деяких періодичних видань.
У мультимедійному відділі більше 100 CD-Rom та 4 робочі місця для доступу в Інтернет, серед яких одне виділене для відвідування 500 французьких сайтів, запропонованих у списку, розробленому Публічною інформаційною бібліотекою Франції. Така послуга безкоштовна та не потребує попереднього запису. Інші місця призначені для вільного доступу в Інтернет (вартість 30 хв. 2,50 грн.) .
IFU пропонує курси французької мови для всіх рівнів (від початківців до фахівців, курси ділової французької мови, курси французької мови готельного бізнесу та туризму, французька для дітей та підлітків, французька для театру). Кожного семестра тут навчається близько 1250 учнів. При медіатеці створено Інформаційний центр про сучасну Францію (CIFRAC), який зв'язаний з кожним з регіональних французьких центрів. CIFRAC надає, зокрема, інформацію про навчання у Франції.

## Культурні та мистецькі заходи
Націлений на втілення в життя культурної діяльності Посольства Франції в Україні, Французький культурний центр (ФКЦ) організовує культурні та мистецькі заходи, для чого користується експертною думкою та підтримкою французької Асоціації сприяння мистецькій діяльності (AFAA), відповідно Організацією при Міністерстві закордонних справ та Міністерстві культури у Парижі.
Так, Французька Весна — великий культурний сезон, який проходить по всій Україні протягом квітня, починаючи з 2004 р., пропонує насичену програму культурних подій. Організація великих заходів у регіонах та співпраця з численними українськими партнерами мають на меті популяризацію найкращих здобутків сучасної французької творчості, налагодження плідного діалогу, сприяння новим спільним проєктам.
Серед постійних партнерів центру — Дніпропетровський фестиваль сучасного танцю («Другие танцы»), джазовий фестиваль «Дніпрогастроль», Одеський фестиваль «Два дні й дві ночі», фестиваль «Харківські асамблеї», Київський музичний фестиваль «Kyiv Music Fest», театральний фестиваль «Київ Травневий», кінофестивалі «Молодість» та «Крок».

### Фестиваль «Paris як він є»
13 вересня — 10 жовтня у Києві вперше пройшов культурологічний фестиваль «Paris як він є». Темами фестивалю «Paris як він є» були кіно, музика, фотографія, література, в його рамках відомі діячі та митці Франції розкрили нові образи сучасної європейської столиці. Зокрема, на публіку чекали зустрічі із відомими паризькими кінознавцями, фотомайстром, музикантами, інтелектуалами, й, звісно, паризьким мистецтвом сьогодення.
Мета фестивалю — представити сучасний Париж XXI століття, по-новому подивитись на портрет саме мультикультурного міста, на Париж у динаміці. В рамках фестивалю протягом 6 днів відбувався показ циклу фільмів «Париж сьогодні».
Також в рамках фестивалю «Paris як він є» відбулись зустрічі з програмним координатором Паризької Сінематеки (Forum des images) Жілем Руссо, з автором книги «Весь Париж», відомим журналістом Бертраном де Сен-Венсаном, та протягом всього Фестивалю у виставковому залі «Хлібня» Національного заповідника «Софія Київська» тривала виставка фотографій Жерара Юфераса «Закоханий Париж».

### Фестиваль«Французька весна в Україні»
«Французька весна» проводиться Французьким культурним центром, Альянс Франсез і Посольством Франції в Україні з 2004 року. Фестиваль традиційно включає різноманітну кінопрограму (Фестиваль допрем'єрних показів, ретроспективи і нічний марафон короткометражного кіно «Довга ніч короткого метра», зустрічі з майстрами французького кіномистецтва), театральні вистави, концерти музичних колективів, художні виставки тощо.

## Контакти
Адреса: Київ, вул. Гончара, 84